# فأر غمدي الذيل
فأر غمدي الذيل (الاسم العلمي: Mus fragilicauda) (بالإنجليزية: Sheath-Tailed Mouse)‏ هو نوع من الحيوانات يتبع جنس الفأر من الفصيلة الفأرية.